# París-Roubaix sub-23
La París-Roubaix sub-23 (en francès Paris-Roubaix Espoirs) és una competició ciclista francesa d'un sol dia que es disputa anualment durant el mes de maig. És la germana petita de la París-Roubaix i està dirigida a ciclistes menors de 23 anys. Entre els vencedors destaquen ciclistes del nivell de Iaroslav Popòvitx, Thor Hushovd, Stephen Roche o Frédéric Moncassin.

## Palmarès
| Any     | Vencedor                     | Segon                        | Tercer                       |
| ------- | ---------------------------- | ---------------------------- | ---------------------------- |
| 1967    | Georges Pintens              | Patrick Charron              | Walter Ricci                 |
| 1968    | Alain Vasseur                | Robert Bouloux               | Gérard Brien                 |
| 1969    | Roger Desmarets              | Régis Delépine               | Robert Mintkiewicz           |
| 1970    | Enzo Mattioda                | Pé van Stralen               | Michel Roques                |
| 1971    | Louis Verreydt               | Marcel Sannen                | Antoine Bauwens              |
| 1972    | Yvan Benaets                 | Luis Verreydt                | Antoine Bauwens              |
| 1973    | Patrick Béon                 | Claude Behue                 | René Dillen                  |
| 1974    | Marc Steels                  | Christian Despierres         | Carlos Cuyle                 |
| 1975    | Pol Verschuere               | Guy Bricnet                  | Rachel Dard                  |
| 1976    | Gérard Simonnot              | Jean Toso                    | Jacques Stablinski           |
| 1977    | Michel Lloret                | Alain Deloeuil               | Paul Sherwen                 |
| 1978    | Alfons de Wolf               | Ronny Claes                  | Alan van Heerden             |
| 1979    | Marc Madiot                  | Oliver Vantielcke            | Daniel Amardeilh             |
| 1980    | Stephen Roche                | Dirk Demol                   | Michel Larpe                 |
| 1981    | Kenny de Maerteleire         | Alain Deloeuil               | Reimund Dietzen              |
| 1982    | Rudy Rogiers                 | Alain Deloeuil               | Allan Peiper                 |
| 1983    | Frank Verleyen               | Bruno Vojtinek               | Pascal Campion               |
| 1984    | Thierry Marie                | Ludo Adriaensen              | Denis Poisson                |
| 1985    | Christian Chaubet            | Bernard Richard              | Vincent Thorey               |
| 1986    | Vincent Thorey               | Carlos Malfait               | Pascal Campion               |
| 1987    | Franck Boucanville           | Marc Assez                   | Bertrand Zielonka            |
| 1988    | Laurent Bezault              | Nico Roose                   | Fabian Pantaglou             |
| 1989    | Frédéric Moncassin           | Didier Faivre-Pierret        | Andrzej Pozak                |
| 1990    | Thierry Gouvenou             | Slawonir Krawczyk            | Olaf Lurvik                  |
| 1991    | Eric Larue                   | Stéphane Cueff               | Czeslaw Rajch                |
| 1992    | Pascal Chanteur              | Jimmy Delbove                | Czeslaw Rajch                |
| 1993    | Marek Lesniewski             | Hervé Boussard               | Marc Hibou                   |
| 1994    | Kurt Dhont                   | Frédéric Guesdon             | Michel Lallouet              |
| 1995    | Damien Nazon                 | Michel Lallouet              | Thierry Bricaud              |
| 1996    | Dany Baeyens                 | Nicolas Maréchal             | Christophe Barbier           |
| 1997    | Marc Chanoine                | László Bodrogi               | Gunther Stockx               |
| 1998    | Thor Hushovd                 | Geoffrey Demeyere            | Moris Sammassimo             |
| 1999    | Sébastien Joly               | Stéphane Krafft              | Makus Wilfurth               |
| 2000    | Eric Baumann                 | Thomas Voeckler              | Tom Boonen                   |
| 2001    | Iaroslav Popòvitx            | Volodímir Bileka             | Lorenzo Bernucci             |
| 2002    | Michail Timoschin            | Yannick Talabardon           | Michael Blanchy              |
| 2003    | Serguei Lagutin              | Steven de Decker             | Robby Meul                   |
| 2004    | Koen de Kort                 | Bas Giling                   | Wouter Weylandt              |
| 2005    | Dmitry Kozontchuk            | Johnny Hoogerland            | Dries van der Ginst          |
| 2006    | Tom Veelers                  | Kristoffer Nielsen           | Pieter van Speybroeck        |
| 2007    | Damien Gaudin                | Guillaume Blot               | Danilo Wyss                  |
| 2008    | Coen Vermeltfoort            | Giorgio Brambilla            | Laurent Beuret               |
| 2009    | Taylor Phinney               | Nikola Aistrup               | Giorgio Brambilla            |
| 2010    | Taylor Phinney               | Jens Debusschere             | Fabien Taillefer             |
| 2011    | Ramon Sinkeldam              | Jasper Stuyven               | Jacob Rathe                  |
| 2012    | Bob Jungels                  | Yves Lampaert                | Thomas Scully                |
| 2013    | Suspesa per motius econòmics | Suspesa per motius econòmics | Suspesa per motius econòmics |
| 2014    | Mike Teunissen               | Tyler Williams               | Bas Tietema                  |
| 2015    | Lukas Spengler               | Jenthe Biermans              | Hugo Hofstetter              |
| 2016    | Filippo Ganna                | Jenthe Biermans              | Hamish Schreurs              |
| 2017    | Nils Eekhoff                 | Guillaume Millasseau         | Jordi Warlop                 |
| 2018    | Stan Dewulf                  | Julius van den Berg          | Thymen Arensman              |
| 2019    | Thomas Pidcock               | Johan Jacobs                 | Jens Reynders                |
| 2020-22 | No disputada                 | No disputada                 | No disputada                 |
| 2023    | Tijl De Decker               | Gil Gelders                  | Robin Orins                  |